# عامل النمو البطاني الوعائي
عامل النمو البطاني الوعائي ( VEGF ) -المعروف أصلاً باسم عامل نفاذية الأوعية الدموية ( VPF )- هو بروتين إشارة تنتجه الخلايا التي تحفز تكوين الأوعية الدموية، وللتحديد فإن VEGF هي عائلة فرعية من عوامل النمو -عامل النمو المشتق من الصفائح الدموية من عوامل نمو عقدة السيستين- وهي بروتينات هامة للإشارة تشارك في في كل من تكون الأوعية (تشكيل الدورة الدموية الجنينية من جديد) وتولد الأوعية الدموية (نمو الأوعية الدموية من الأوعية الدموية الموجودة من قبل).
هو جزء من النظام الذي يعيد تزويد الأنسجة بالأكسجين عندما تكون الدورة الدموية غير كافية كما في حالات نقص الأكسجين، تركيز مصل VEGF مرتفع في الربو القصبي ومرض السكري، الوظيفة الطبيعية لـ VEGF هي خلق أوعية دموية جديدة أثناء التطور الجنيني وأوعية دموية جديدة بعد الإصابة، وبعد التمارين في العضلات وأوعية جديدة ( الدورة الدموية الجانبية ) لتجاوز الأوعية المحظورة.
عندما يزداد التعبير عن VEGF فإنه يمكن أن يسهم في المرض، لا يمكن أن تنمو السرطانات الصلبة بأحجام محدودة دون إمدادات دم كافية حيث أن السرطانات التي يمكنها التعبير عن VEGF قادرة على النمو والانتشار، الإفراط في التعبير عن VEGF يمكن أن يسبب أمراض الأوعية الدموية في شبكية العين وأجزاء أخرى من الجسم، الأدوية مثل أفليبيرسيبت وبيفاسيزوماب وبيجابتانيب يمكن أن تمنع VEGF كما يمكنها أن تسيطر أو تبطئ تلك الأمراض.

## التاريخ
في عام 1970 وصف يهوذا فولكمان وآخرون أحد العوامل التي تفرزها الأورام والتي تسبب تولد الأوعية ويسمى عامل تولد الأوعية الدموية للورم، وفي عام 1983 قام سنجر وآخرون بتحديد عامل نفاذية الأوعية الدموية التي يفرزها الأورام في الخنازير الغينية والهامستر، في عام 1989 وصفت فيرارا وهنزل عاملاً متطابقًا في الخلايا المسامية البقارية في الخلايا التي قاموا بتنقيتها واستنساخها وتسميتها VEGF، اكتشف تيشير وآخرون وسيلة ربط مشابهة لـ VEGF في عام 1991، بينما بين عامي 1996 و 1997 حصل كريستينجر ودي فوس على التركيب البلوري لـ VEGF أولاً بدرجة 2.5 وفي وقت لاحق عند 1.9.
أثبت فرارا وآخرون أن مستقبل VEGF هو عبارة VEGFR1 في عام 1992، كما ثَبُت أن مستقبل نطاق إدخال الكيناز (KDR) هو مستقبل VEGF بواسطة تيرمان وآخرون في عام 1992 كذلك، في عام 1998 ظهر أن النوروبيلين 1 والنوروبيلين 2 بمثابة مستقبلات VEGF.

## التصنيف

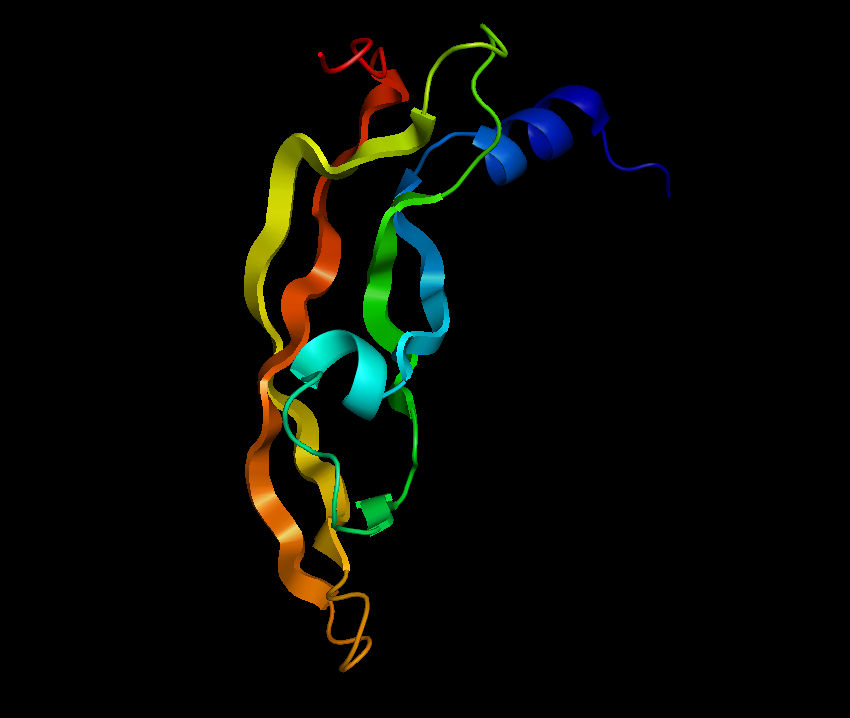
هيكل بلوري من Vammin، VEGF-F من سم ثعبان

تضم عائلة VEGF في الثدييات خمسة أعضاء:
1. VEGF-A
2. عامل نمو المشيمة ( PGF)
3. VEGF-B
4. VEGF-C
5. VEGF-D

تم اكتشاف الثلاث B،C،D في وقت لاحق من VEGF-A، وقبل اكتشافها كان يسمى VEGF-A VEGF فقط، كما تم اكتشاف عدد من البروتينات المرتبطة بـ VEGF المشفرة بواسطة الفيروسات ( VEGF-E ) وفي سم بعض الثعابين ( VEGF-F ).
| نوع    | وظيفة |
| ------ | --- |
| VEGF-A | - الأوعية الدموية - ↑هجرة الخلايا البطانية - ↑ الانقسام الميتوزي للخلايا البطانية - ↑ مصفوفة نشاط ميتالوبروتيناز - ↑ نشاط αvβ3 - خلق تجويف الأوعية الدموية - يخلق فينيسترا - انجذاب كيمياء للـ البلاعم والخلايا المحبحبة - توسع الأوعية (بصورة غير مباشرة من قبل تحريرNO ) |
| VEGF-B | تولد الأوعية الدموية الجنينية (أنسجة عضلة القلب بالتحديد) |
| VEGF-C | تولد الأوعية الليمفاوية ‏ |
| VEGF-D | لازمة لتطوير الأوعية الدموية اللمفاوية المحيطة للقصيبات الرئوية |
| PlGF   | مهم لتكوين الأوعية الدموية ولتولد الأوعية أثناء فقر الدم والالتهابت والتئام الجروح والسرطان. |

تم دراسة نشاط VEGF-A -كما يوحي اسمها- في الغالب على خلايا البطانة الوعائية على الرغم من أنه له تأثيرات على عدد من أنواع الخلايا الأخرى (على سبيل المثال: هجرة خلية وحيدة أو بلاعم، الخلايا العصبية، خلايا السرطان، خلايا الظهارة الكلوية)، في المختبر ثبت أن VEGF-A يحفز تولد الميتوجين للخلايا البطانية والهجرة الخلوية، VEGF-A هو أيضاً موسع للأوعية ويزيد من نفاذية الأوعية الدموية الدقيقة ويشار إليه أصلاً كعامل نفاذية الأوعية الدموية.

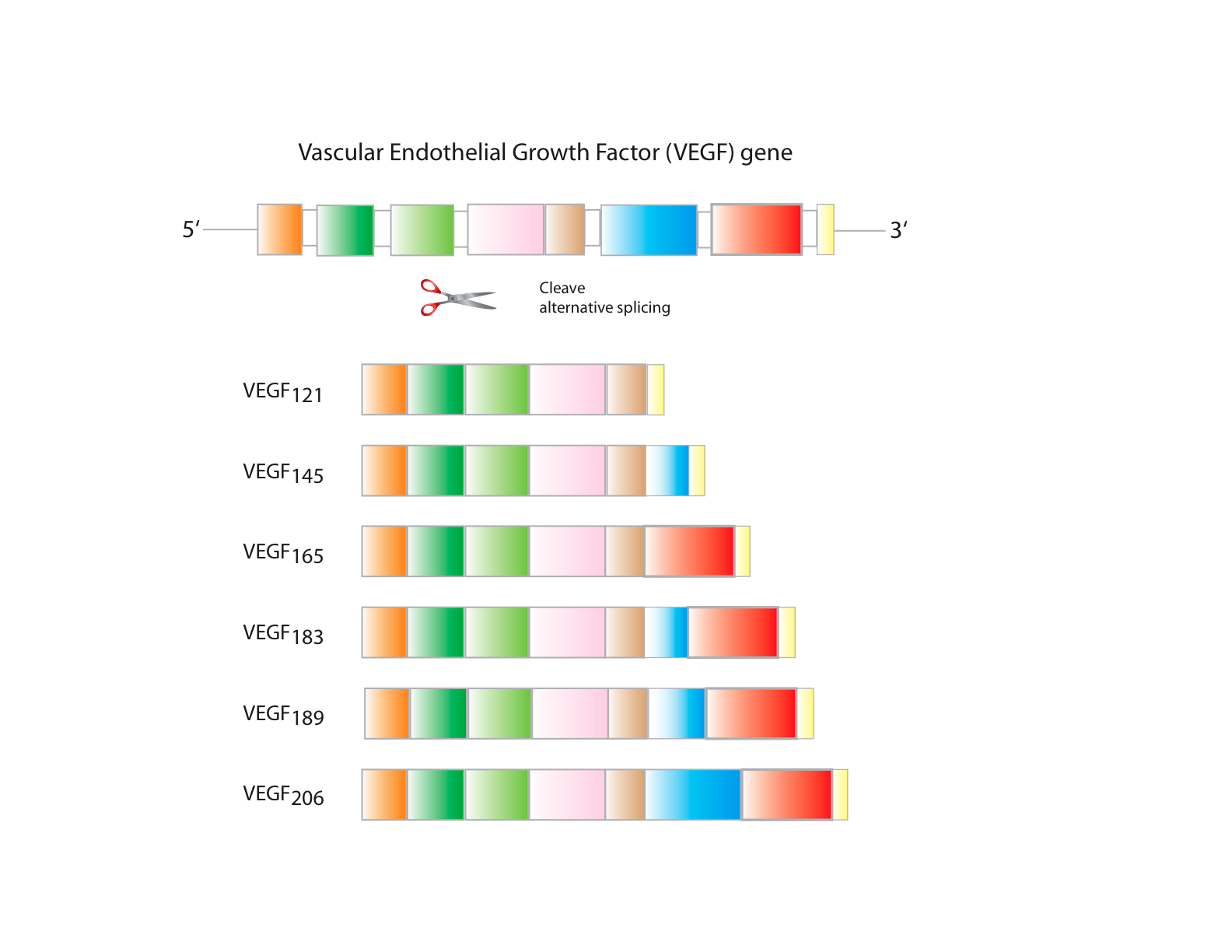
التمثيل التخطيطي لمختلف الأشكال من VEGF الموجود بـالإنسان

## الأشكال الأيسومرية
هناك العديد من الأشكال الأيسومرية لـ VEGF-A والتي تنتج عن الوصل المتبادل للـ mRNA من جين واحد من 8- إكسون VEGFA، وتصنف هذه إلى مجموعتين يُشار إليها وفقا للاكسون الأخير (اكسون 8) موقع التضفير: موقع التضفير الداني (الرمز VEGF XXX) أو موقع التضفير البعيد (XXX VEGF اب)، بالإضافة إلى ذلك يعمل الربط البديل لـ إكسون 6 و 7 على تغيير تقارب ارتباط الهيبارين وعدد الأحماض الأمينية (عند البشر: VEGF 121 و VEGF 121 b و VEGF 145 و VEGF 165 و VEGF 165 b و VEGF 189 و VEGF 206 ؛ والجينات المتحدة الأصل عند القوارض من هذه البروتينات تحتوي على عدد أقل من الأحماض الأمينية). هذه المجالات لها عواقب وظيفية مهمة لمتغيرات لصق VEGF حيث يحدد موقع لصق (exon 8) النهائي ما إذا كانت البروتينات مؤيدة لتكوين الأوعية (موقع اللصق الأقرب يعبَّر عنه خلال تكوين الأوعية) أو معاداة لتكوين الأوعية (موقع اللصق البعيد يعبَّر عنه في أنسجة طبيعية)، وبالإضافة إلى ذلك فإن إدراج أو استبعاد التفاعلات المتوسطة ذات أكسونات 6 و 7 مع بروتيوغليكان كبريتات الهيبارين (HSPGs) و بيوروبلين المشارك في المستقبلات على سطح الخلية يعزز من قدرتها على ربط وتفعيل مستقبلات VEGF
(VEGFRs)، وفي الآونة الأخيرة ثبت أن VEGF-C هو محفز مهم لتكوين الخلايا العصبية في المنطقة البطينية في الفئران دون ممارسة تأثيرات تولد الأوعية.

## روابط خارجية
- عوامل نمو الخلايا البطانية الوعائية في المكتبة الوطنية الأمريكية للطب نظام فهرسة المواضيع الطبية (MeSH).

- بروتيوبيديا نمو الخلايا البطانية الوعائية عامل نمو الخلايا البطانية الوعائية - بنية عامل نمو بطانة الأوعية الدموية في 3D التفاعلية